# اللوقا
قرية اللوقا هي إحدى القرى التابعة لمركز ساحل سليم في محافظة أسيوط في جمهورية مصر العربية. حسب إحصاءات سنة 2006، بلغ إجمالي السكان في اللوقا 3341 نسمة، منهم 1559 رجل و1782 امرأة.